# Fernando Pereira de Freitas
Fernando Pereira de Freitas, más conocido como Fernando Brobró  (nacido el 18 de julio de 1934 en Niterói, Brasil y muerto el 10 de febrero de 2006 en Brasil) fue un jugador brasileño de baloncesto.